# Virgilio Andrioli
Virgilio Andrioli (Roma, 4 febbraio 1909 – Roma, 15 novembre 2005) è stato un giurista italiano, giudice della Corte costituzionale dal 1978 al 1987 nonché vicepresidente dal 1986.
È considerato uno dei più autorevoli studiosi di diritto processuale civile. Già negli anni trenta e quaranta si era distinto per alcuni studi in materia tanto da accreditarsi come il successore del caposcuola Giuseppe Chiovenda, cui fu allievo.

## Biografia
Si laureò in giurisprudenza nel 1929 all'Università degli Studi di Roma "La Sapienza". Ottenuta la libera docenza nel 1936, si classificò primo nel concorso a professore ordinario di diritto processuale civile nel 1937 nella Libera Università di Urbino. Chiamato a Trieste, vi insegnò fino a quando si trasferì a Pisa (1948); poi insegnò a Napoli (dal 1957), a Genova (dal 1961), a Firenze (dal 1964) e infine dal 1967 a Roma dove resse la cattedra di diritto fallimentare e dal 1972 quella di diritto processuale civile.
Giovanissimo, fu chiamato da Enrico Redenti a collaborare alla redazione delle norme processuali contenute nel codice civile del 1942, in particolare quelle sulle prove (artt. 2697-2739). Nell'ottobre 1945 il guardasigilli Palmiro Togliatti lo chiamò a far parte di una commissione istituita nel gennaio dello stesso anno dal predecessore Umberto Tupini e presieduta dal presidente di sezione della Corte di cassazione Francesco Curcio. Tale commissione avrebbe dovuto redigere un progetto di parziale revisione del codice di procedura civile. Tuttavia i risultati del suo lavoro furono abbandonati allorquando il nuovo ministro di Grazia e Giustizia Fausto Gullo insediò una commissione di magistrati e di avvocati, che elaborò un testo che, con modifiche non sostanziali, ha costituito la riforma approvata con la legge 14 luglio 1950, n. 581 di ratifica del D.Lgs. 5 maggio 1948, n. 483.
Nel 1958 fu chiamato dal ministro di Grazia e giustizia Aldo Moro a far parte di una commissione, la "commissione Acampora", a cui fu affidato l'incarico di redigere un progetto di revisione del codice di procedura civile (testo allestito nel 1959 ma che non divenne mai legge). Agli inizi degli anni Settanta contribuì alla stesura dello Statuto dei lavoratori, con proposte che in sede parlamentare si sono concretizzate in emendamenti in seguito in gran parte confluiti nella legge 28 maggio 1970 n. 300 (ad esempio l'articolo 28 - Repressione della condotta antisindacale). Influì anche sui lavori della commissione ministeriale che redasse il disegno di legge da cui ha avuto origine la legge 5 agosto 1973 n. 533 che ha riformato il processo del lavoro.    Nel 1973 fu chiamato dal ministro Mario Zagari a presiedere una sottocommissione che - nell'ambito di una riforma globale che non vide mai la luce - mise a punto le disposizioni sul processo di esecuzione, su quello del lavoro e le disposizioni sui provvedimenti d'urgenza. Dai lavori della sottocommissione Andrioli derivò una circolare applicativa sul rito del lavoro, che fu approvata, e il disegno di legge 22 agosto 1975 n. 2246 di riforma parziale del codice di procedura civile che fu presentato dal guardasigilli Oronzo Reale ma che non divenne mai legge.
Fu nominato giudice della Corte costituzionale dal Presidente della Repubblica Sandro Pertini l'11 ottobre 1978 in sostituzione del giudice Luigi Oggioni; giurò il successivo 26 ottobre. Fu nominato vicepresidente della Corte il 2 luglio 1986 dal neoeletto presidente Antonio La Pergola in sostituzione dello stesso. Cessò dalla carica il 26 ottobre 1987. Lasciata la Corte riprese i suoi studi, in particolare sui privilegi. La sua produzione scientifica di fatto si arrestò dopo un banale incidente del 1991 che lo vide coinvolto. Come componente di nomina ministeriale, fece parte del Consiglio superiore della pubblica istruzione, sezione "istruzione superiore", per il quadriennio 1962-66.
L'opera più conosciuta di Andrioli è Commento al codice di procedura civile, un'opera in tre volumi la cui prima edizione uscì nel 1941, quasi immediatamente dopo la prima promulgazione del codice, e che fu successivamente più volte aggiornata e ampliata.
Fu direttore della rivista Foro italiano dal 1961 per vent'anni e della Rivista di diritto processuale.
Fra i suoi allievi, Modestino Acone, Giovanni Verde e Andrea Proto Pisani, quest'ultimo sarà anche nominato dal giudice tutore di Virgilio Andrioli nel periodo finale della sua vita.

## Pubblicazioni
- Commento al Codice di procedura civile, Napoli, Jovene, 1941 (Premio Giuseppe Chiovenda).
- Lezioni di diritto processuale civile, Napoli, Jovene.
- Appunti di procedura penale, Napoli, Jovene, 1965.
- Le unità sanitarie locali: profili processuali e sostanziali, Napoli, Jovene, 1982.
- Studi sulla giustizia costituzionale, Milano, Giuffrè Editore, 1992. ISBN 88-14-03745-0.
- Cinquant'anni di dialoghi con la giurisprudenza, 1931-1981, edizione postuma, Milano, Giuffè Editore, 2007. ISBN 88-14-13560-6.
- Scritti giuridici, edizione postuma, Milano, Giuffrè Editore, 2007. ISBN 88-14-13235-6.
- Studi sulle prove civili, edizione postuma, Milano, Giuffrè Editore, 2008. ISBN 88-14-14213-0.